# Джекс, Джеймс
Джеймс Джекс (англ. James Jacks; 29 декабря 1947 — 20 января 2014, Лос-Анджелес) — кинопродюсер, создал более 50 фильмов, в их числе несколько популярных блокбастеров.
Джеймс Джекс родился в семье военных, получил квалификацию инженера в университете Карнеги — Меллон. Кинокарьеру начал в качестве исполнительного директора в Universal Studios, был продюсером в Alphaville Films, а в последние годы — в кинокомпании Frelaine. Самым коммерчески успешным проектом Джекса считается фильм «Мумия» и его продолжения.

## Фильмография
- Джон Картер / John Carter (2012)
- Царь скорпионов 3: Восстание мертвецов / The Scorpion King 3: Battle for Redemption (2012)
- Царь скорпионов 2: Восхождение воина / The Scorpion King 2: Rise of a Warrior (2008)
- Мумия: Гробница императора драконов / The Mummy: Tomb of the Dragon Emperor (2008)
- Загнанный / The Hunted (2003)
- Невыносимая жестокость / Intolerable Cruelty (2003)
- Царь скорпионов / The Scorpion King (2002)
- Мумия возвращается / The Mummy Returns (2001)
- Аттила-завоеватель / Attila (2001)
- Крысиные бега / Rat Race (2001)
- Дар / The Gift (2000)
- Мумия / The Mummy (1999)
- Простой план / A Simple Plan (1998)
- Шакал / The Jackal (1997)
- Майкл / Michael (1996)
- Деревня проклятых / Village of the Damned (1995)
- Лоботрясы / Mallrats (1995)
- Тумстоун: Легенда Дикого Запада / Tombstone (1993)
- Трудная мишень / Hard Target (1993)
- Под кайфом и в смятении / Dazed and Confused (1993)
- Воспитывая Аризону / Raising Arizona (1987)